# Жовтопер амурський
Жовтопер амурський (Xenocypris macrolepis) є видом риб родини Cyprinidae. Риба водиться в річці Амур (Китай, Росія) і В'єтнамі. Риба зазвичай має довжину 10 см (SL), найбільший екземпляр риби, коли-небудь зареєстрований, мав довжину 34,6 см (SL).
Цей вид населяє середину і дно річок у відкритих водоймах. Харчується цей вид водоростями і зоопланктоном. Досягає зрілості приблизно через рік і нереститься у відкритій воді. Мальки недовго ростуть у нижніх частинах річки, потім переходять для життя в середню течію.